# Неблюсі
44°40′ пн. ш. 15°57′ сх. д. / 44.66° пн. ш. 15.95° сх. д.
Неблюсі (хорв. Nebljusi) — населений пункт у Хорватії, у Лицько-Сенській жупанії у складі громади Доній Лапаць.

## Населення
Населення за даними перепису 2011 року становило 208 осіб.
Динаміка чисельності населення поселення:

## Клімат
Середня річна температура становить 8,36 °C, середня максимальна – 21,80 °C, а середня мінімальна – -7,07 °C. Середня річна кількість опадів – 1295 мм.
| Клімат поселення                              | Клімат поселення | Клімат поселення | Клімат поселення | Клімат поселення | Клімат поселення | Клімат поселення | Клімат поселення | Клімат поселення | Клімат поселення | Клімат поселення | Клімат поселення | Клімат поселення | Клімат поселення |
| Показник                                      | Січ.             | Лют.             | Бер.             | Квіт.            | Трав.            | Черв.            | Лип.             | Серп.            | Вер.             | Жовт.            | Лист.            | Груд.            |                  |
| Середній максимум, °C                         | 5,86             | 6,79             | 9,98             | 13,88            | 18,50            | 21,80            | 21,67            | 21,20            | 17,48            | 13,58            | 8,35             | 4,41             |                  |
| Середня температура, °C                       | −0,62            | 0,34             | 3,51             | 7,43             | 12,04            | 15,34            | 17,60            | 17,12            | 13,40            | 9,51             | 4,28             | 0,34             |                  |
| Середній мінімум, °C                          | −7,07            | −6,13            | −2,93            | 0,95             | 5,59             | 8,87             | 13,53            | 13,05            | 9,32             | 5,44             | 0,20             | −3,75            |                  |
| Норма опадів, мм                              | 89               | 93               | 99               | 112              | 99               | 103              | 82               | 90               | 120              | 133              | 152              | 123              |                  |
| Середньомісячна швидкість вітру, м/с          | 1.91             | 2.02             | 2.27             | 2.23             | 2.07             | 1.81             | 1.78             | 1.68             | 1.75             | 1.88             | 2.03             | 2.11             |                  |
| Середньомісячна сонячна радіація, кДж/м²·день | 4628             | 7346             | 10840            | 15272            | 19337            | 21191            | 22893            | 19732            | 14762            | 9499             | 5138             | 3880             |                  |
| --------------------------------------------- | ---------------- | ---------------- | ---------------- | ---------------- | ---------------- | ---------------- | ---------------- | ---------------- | ---------------- | ---------------- | ---------------- | ---------------- | ---------------- |
| Джерело:                                      |                  |                  |                  |                  |                  |                  |                  |                  |                  |                  |                  |                  |                  |